# Карбонија-Иглезијас (округ)
Округ Карбонија-Иглезијас (итал. Provincia di Carbonia-Iglesias, на месном говору, Provìncia de Carbònia-Igrèsias) је округ у оквиру покрајине Сардинија у западној Италији. Седишта округа и највећа градска насеља су истоимени градови Карбонија и Иглезијас.
Површина округа је 1.495 км², а број становника 130.856 (2008. године).

## Природне одлике
Округ Карбонија-Иглесијас чини југозападни део острва и историјске области Сардиније. Он се налази у западном делу државе, са изласком на Средоземно море на југу и западу. Уз западну обалу се налази плодан и насељен приморски део. Источна половина округа је бреговита, на крајњем истоку и планинска - планине Иглезијенте.
Округу припадају и два мања острва, острво Сан Пе и острво Сан Антиоко, која се налазе непосредно уз западну обалу.

## Становништво
По последњим проценама из 2008. године у округу Карбонија-Иглезијас живи преко 130.000 становника. Густина насељености је мала, око 90 ст/км². Приморски делови округа су најбоље насељени. Планински део на истоку је ређе насељен и слабије развијен.
Поред претежног италијанског становништва у округу живе и известан број досељеника из свих делова света.

## Општине и насеља
У округу Карбонија-Иглезијас постоји 23 општине (итал. Comuni).
Најважнија градска насеља и седишта округа су градови Карбонија (30.000 ст.) у средишњем делу округа и Иглезијас (28.000 ст.) у северном делу округа.